# Filippa van Toulouse
Filippa (vaak ook Philippa) (ca. 1073 - 28 november 1118) was soevereine gravin van Toulouse, alsook hertogin-gemalin van Aquitanië door haar huwelijk met hertog Willem IX van Aquitanië.

## Leven

### Jeugd en huwelijk
Filippa werd omstreeks 1073 geboren als dochter van graaf Willem IV van Toulouse en diens echtgenote Emma van Mortain. Ze was zijn enige hem overlevende kind en dus volgens de wetten van Toulouse zijn erfgename. In 1088 trok Willem naar het Heilige Land op bedevaart en liet zijn broer Raymond van Saint-Gilles achter als regent. (Voordat hij vertrok - aldus latere bronnen - zou hij zijn dochter hebben aan koning Sancho I van Aragón (al wordt hij niet bij naam genoemd) uitgehuwelijkt om haar op deze manier uit te sluiten van de erfopvolging. Dit huwelijk is echter apocrief, want eigentijdse bronnen tonen aan dat Sancho bij zijn dood in 1094 nog steeds was getrouwd met Felicitas van Roucy.)
We tasten over haar jeugdjaren in het duister. Het is slechts bekend dat ze pas in 1094 met Willem IX van Aquitanië, toen haar vader was overleden en haar oom hem opvolgde. De omstandigheden waarin ze voorafgaand aan de dood van haar vader leefde, de wijze van haar onterving en het regelen van haar huwelijk zijn ons dus onbekend. De historici, die beweren dat ze met Sancho Ramirez  zou zijn getrouwd, beweren dat haar afwezigheid uit Toulouse haar verhinderde om effectief haar erfenis op te eisen en dat met het overlijden van Sancho, ze vrij was om te hertrouwen met wie ze wou. Wat echter zeker is, is dat, na de dood van Willem IV, de aanspraken van Philippa werden genegeerd en Raymond graaf werd.

### Politieke leven
Toen haar oom Raymond in de herfst 1096 als deelnemer aan de Eerste Kruistocht erop uittrok, liet deze zijn zoon Bertrand achter om over het graafschap te regeren. In de lente van 1098 trokken Willem en Philippa echter de stad Toulouse en namen zonder slag of stoot de controle over de stad over. Het jaar daarop schonk ze het leven aan haar eerste kind in deze stad: Willem de Toulousiër.
In 1099 trok haar man op kruistocht en liet haar als regent achter in Poitou.
Filippa was een bewonderaarster van Robert van Arbrissel en overtuigde haar echtgenoot hem land in Poitou te schrenken om er een religieuze gemeenschap op te richten die aan de Maagd Maria was gewijd. In 1100 stichtte Robert op de hem geschonken landen de abdij van Fontevraud.
Ze was verbijsterd toen haar man in 1100 Toulouse aan haar neef Bertrand in ruil voor een grote som geld verpandde, die de hertog gebruikt om zelf op kruistocht te kunnen gaan. Philippa, die uit haar huis was verwijderd, werd naar Poitiers, de hoofdstad van zijn hertogdom, gestuurd van waaruit ze - tijdens diens afwezigheid - in naam van haar man over Aquitanië regeerde.
Na Willems terugkeer, leefden hij en Filippa een tijd lang gelukkig samen en kregen nog vijf dochters en een zoon, Raymond. Zij negeerde ook de hertog zijn seksuele opschepperij in zang en woord en concentreerde zich in plaats daarvan op haar geloof (in het bijzonder als enthousiaste sponsor van de abdij van Fontevrault) en in het bijzonder op de leer van Robert van Arbrissel, die preekte dat vrouwen superieur waren aan mannen. Haar obsessie met een leer die door veel mannen in die tijd als beledigend werd gezien tezamen Willems groeiende ontevredenheid met haar als echtgenote, alsook zijn plagerijen tegenover haar (zo beweerde hij een abdij van prostituees te zijn aan het oprichten), leidde tot onenigheid in het huwelijk.
Toulouse was in 1113, na de dood van Bertrand in Syrië in 1112, door Willem teruggewonnen voor zijn vrouw: daar Bertrands erfgenaam zijn negenjarige halfbroer, Alfons Jordaan, was, ondervond Willem geen echte tegenstand. Dus, tegen 1114, bracht Philippa het merendeel van haar tijd door in Toulouse om over haar graafschap te regeren. Ze was dan ook niet blij om in 1114, toen ze uit Toulouse was teruggekeerd naar Poitiers, te ontdekken dat haar man zijn maîtresse, Dangereuse de L'Isle Bouchard, in haar paleis haar intrek had doen nemen. Philippa deed beroep op vrienden en de kerk om haar te helpen bij het verdrijven van de minnares van haar man, maar het mocht niet baten: geen van hen kon de hertog ervan overtuigen zijn maîtresse op te geven.

### Latere leven
In 1116 verliet een vernederd Filippa, woedend over het feit dat haar man haar op deze wijze behandelde nadat ze hem zolang had gediend en bijgestaan, het hof van Poitiers en zocht haar toevlucht in de abdij van Fontevrault. Daar werd ze een goede vriendin van de eerste echtgenote van haar man, Ermengarde van Anjou, en de twee brachten veel tijd door met nadenken over Willems tekortkomingen. Ondanks Philippa's toewijding aan de abdij en haar idealen, vond ze niet echt vrede in haar nieuwe leven, zowel boos als verontwaardigd dat haar echtgenoot haar ten gunste van een minnares had aan de kant geschoven. Ze stierf op 28 november 1118 (de precieze doodsoorzaak is niet geweten), en werd door haar man, diens minnares en Ermengarde overleefd. Deze laatste zou eventjes nog proberen Philippa te wreken door een poging te ondernemen om Dangereuse uit de Aquitanië te doen verbannen.

## Voorouders
| Voorouders van Filippa van Toulouse (1073-1117) | Voorouders van Filippa van Toulouse (1073-1117)                       | Voorouders van Filippa van Toulouse (1073-1117)                       | Voorouders van Filippa van Toulouse (1073-1117)                     | Voorouders van Filippa van Toulouse (1073-1117)                     | Voorouders van Filippa van Toulouse (1073-1117)                            | Voorouders van Filippa van Toulouse (1073-1117)                            | Voorouders van Filippa van Toulouse (1073-1117)                            | Voorouders van Filippa van Toulouse (1073-1117)                            |
| ----------------------------------------------- | --------------------------------------------------------------------- | --------------------------------------------------------------------- | ------------------------------------------------------------------- | ------------------------------------------------------------------- | -------------------------------------------------------------------------- | -------------------------------------------------------------------------- | -------------------------------------------------------------------------- | -------------------------------------------------------------------------- |
| Overgrootouders                                 | Willem III van Toulouse (969-1037) ∞ Emma van Provence (~975-na 1063) | Willem III van Toulouse (969-1037) ∞ Emma van Provence (~975-na 1063) | Bernard I van La Marche (991-1047) ∞ Amelia van Rasès (-)           | Bernard I van La Marche (991-1047) ∞ Amelia van Rasès (-)           | Herluinus van Conteville (1005-1066) ∞ Herleva (1015-1050)                 | Herluinus van Conteville (1005-1066) ∞ Herleva (1015-1050)                 | Rogier II van Montgomery (1010-1094) ∞ Mabilla van Bellême (-1079)         | Rogier II van Montgomery (1010-1094) ∞ Mabilla van Bellême (-1079)         |
| Grootouders                                     | Pons van Toulouse (998-1060) ∞ Almodis van La Marche (ca.1020-1071)   | Pons van Toulouse (998-1060) ∞ Almodis van La Marche (ca.1020-1071)   | Pons van Toulouse (998-1060) ∞ Almodis van La Marche (ca.1020-1071) | Pons van Toulouse (998-1060) ∞ Almodis van La Marche (ca.1020-1071) | Robert van Mortain (1040-1095) ∞ Mathilde van Montgomery (ca.1045-ca.1085) | Robert van Mortain (1040-1095) ∞ Mathilde van Montgomery (ca.1045-ca.1085) | Robert van Mortain (1040-1095) ∞ Mathilde van Montgomery (ca.1045-ca.1085) | Robert van Mortain (1040-1095) ∞ Mathilde van Montgomery (ca.1045-ca.1085) |
| Ouders                                          | Willem IV van Toulouse (1040-1094) ∞ Emma van Conteville (-)          | Willem IV van Toulouse (1040-1094) ∞ Emma van Conteville (-)          | Willem IV van Toulouse (1040-1094) ∞ Emma van Conteville (-)        | Willem IV van Toulouse (1040-1094) ∞ Emma van Conteville (-)        | Willem IV van Toulouse (1040-1094) ∞ Emma van Conteville (-)               | Willem IV van Toulouse (1040-1094) ∞ Emma van Conteville (-)               | Willem IV van Toulouse (1040-1094) ∞ Emma van Conteville (-)               | Willem IV van Toulouse (1040-1094) ∞ Emma van Conteville (-)               |